# Mecca (Kalifornien)
Mecca ist ein Census-designated place im Riverside County im Bundesstaat Kalifornien der Vereinigten Staaten. Das U.S. Census Bureau hat bei der Volkszählung 2020 eine Einwohnerzahl von 8.219 ermittelt.

## Geografie
Mecca liegt im südlichen, zentralen Teil des Riverside Countys. Die Ortschaft gehört zum östlichen Coachella Valley und grenzt nicht direkt an andere Orte, in der Nähe befinden sich aber Thermal, Oasis und Coachella. In Richtung Südosten folgt kurz hinter den Gemeindegrenzen der Saltonsee.
Im Westen führt in Nord-Süd-Richtung die California State Route 111 durch Mecca.
Der Ort hat 8577 Einwohner (Stand der Volkszählung 2010). Mecca erstreckt sich auf eine Fläche von 18,023 km², die komplett aus Landfläche besteht; die Bevölkerungsdichte beträgt somit 475,9 Einwohner pro Quadratkilometer. Das Ortszentrum liegt sich auf einer Höhe von −57 Metern und befindet sich somit – wie der ganze Osten des Coachella Valleys – unterhalb des Meeresspiegels.

### Klima
Die durchschnittliche jährliche Höchsttemperatur in Mecca beträgt 31,5  °C, die Tiefsttemperatur 13,3  °C. Die Höchstwerte liegen selbst im Winter zwischen 20 und 30  °C. Der durchschnittliche jährliche Niederschlag bleibt meist unterhalb der 100-Millimeter-Marke. Die höchste jemals in Mecca gemessene Temperatur stammt vom 2. September 1950 und beträgt 52,2  °C, die niedrigste Temperatur wurde am 8. Januar 1913 gemessen und beträgt −10,6  °C.
|                       | Jan  | Feb  | Mär  | Apr  | Mai  | Jun  | Jul  | Aug  | Sep  | Okt  | Nov  | Dez  |   |      |
| Mittl. Tagesmax. (°C) | 20,8 | 23,7 | 26,7 | 30,7 | 34,7 | 39,2 | 41,7 | 41,0 | 38,7 | 32,9 | 26,1 | 21,1 | ⌀ | 31,5 |
| Mittl. Tagesmin. (°C) | 3,3  | 6,0  | 8,9  | 12,4 | 16,3 | 19,9 | 24,1 | 23,9 | 20,2 | 13,8 | 7,4  | 3,3  | ⌀ | 13,3 |
|                       |      |      |      |      |      |      |      |      |      |      |      |      |   |      |
| Niederschlag (mm)     | 15,2 | 10,4 | 6,4  | 2,8  | 0,8  | 0,3  | 3,0  | 6,9  | 7,4  | 7,9  | 6,6  | 11,7 | Σ | 79,4 |

| 3,3 |

| 6,0 |

| 8,9 |

| 12,4 |

| 16,3 |

| 19,9 |

| 24,1 |

| 23,9 |

| 20,2 |

| 13,8 |

| 7,4 |

| 3,3 |

| 3,3 |

| 6,0 |

| 8,9 |

| 12,4 |

| 16,3 |

| 19,9 |

| 24,1 |

| 23,9 |

| 20,2 |

| 13,8 |

| 7,4 |

| 3,3 |

## Politik
Mecca ist Teil des 28. Distrikts im Senat von Kalifornien, der momentan vom Demokraten Ted Lieu vertreten wird, und des 56. Distrikts der California State Assembly, vertreten vom Demokraten V. Manuel Perez. Des Weiteren gehört Mecca Kaliforniens 36. Kongresswahlbezirk an, der einen Cook Partisan Voting Index von R+1 hat und vom Demokraten Raul Ruiz vertreten wird.

## Film
Der Ort spielt im Film Die wilden Engel von Roger Corman aus dem Jahr 1966 eine wichtige Rolle, mitwirkende Schauspieler waren Peter Fonda, Nancy Sinatra und Bruce Dern.